# Endre Hőgyes
Endre Högyes (Hajdúszoboszló, 30 de noviembre de 1847-Budapest, 8 de septiembre de 1906). Médico húngaro. 
Obtuvo su titulación como médico en Budapest y fue asociado como profesor en las universidades de Kolozsvar y Budapest. En 1879, Hogyes descubrió el mecanismo de los movimientos oculares asociados.
En 1911, el médico español Blas Hernández y Herrán publicó en lengua castellana una memoria sobre cómo curar la rabia por el método de Hőgyes.